# Gangelt
Gangelt è un comune di 12 946 abitanti della Renania Settentrionale-Vestfalia, in Germania.
Appartiene al distretto governativo (Regierungsbezirk) di Colonia ed al circondario (Kreis) di Heinsberg (targa HS).